# Achatinella
Achatinella es un género de caracoles arborícolas tropicales de la familia Achatinellidae. 
Este género vive en Hawái, y todas sus especies están en peligro de extinción o extintas. Alguna vez fueron abundantes. Eran mencionados en el folclor hawaiano y sus conchas eran usadas para hacer lei y otros ornamentos.

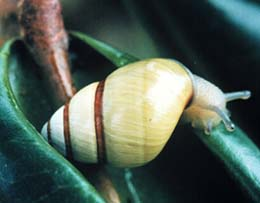
Achatinella sp.

## Distribución
Se registraron 50 especies de Achatinella, todas endémicas de la isla de Oahu. 

## Estado de conservación
Las 40 especies aparecen en la legislación federal de Estados Unidos como especies en peligro. La UICN muestra algunas de estas especies como extintas y el resto como en peligro crítico.

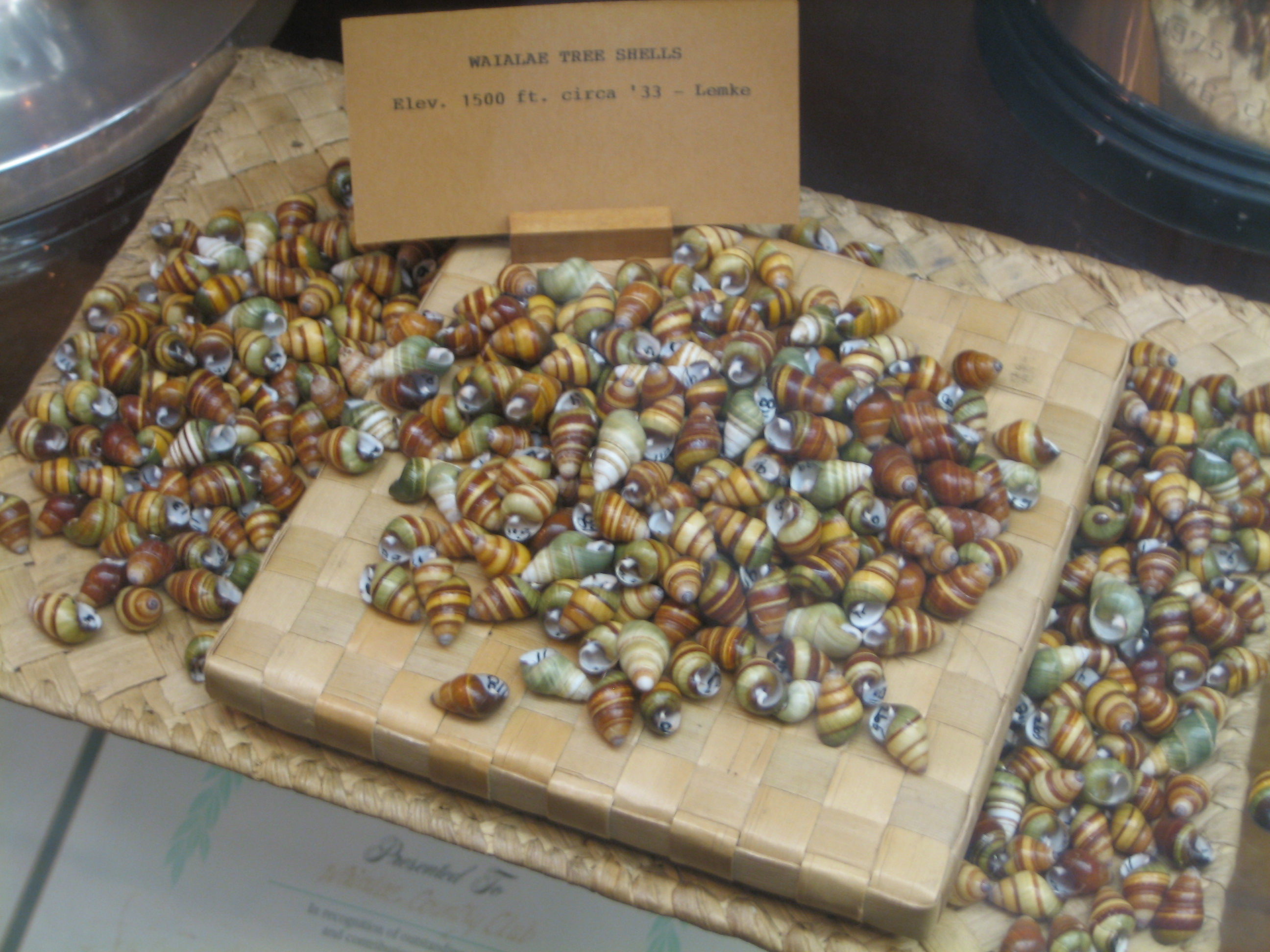
Conchas de Achatinella recolectadas cerca de 1933 a una altitud de 1500 pies en el Waialae Country Club, Honolulu, Hawái.

## Ecología

### Hábitat
Estos caracoles viven en árboles. Actualmente solo son encontrados en los bosques y matorrales secos a húmedos, en la montaña, sobre 400 m. 

### Alimentación
Estos caracoles son nocturnos, y se alimentan de hongos que crecen en la superficie de las hojas de las plantas nativas.
Aunque estos caracoles han sido encontrados ocasionalmente en plantas introducidas, se desconoce si los hongos que crecen en estas plantas pueden ser proveer de apoyo a largo plazo para la crianza de poblaciones saludables de caracoles.
En cautiverio Achatinella se alimenta de los hongos que crecen en las hojas de Metrosideros polymorpha. También se alimentan de maicena, la que puede colocarse en terrarios con agua y cultivos de fumagina en agar. En cautiverio puede usarse hueso de sepia como una fuente de calcio.

### Ciclo vital
Son hermafroditas, es decir que tienen órganos reproductivos de macho y hembra, y vivien muchos años. Estos caracoles dan a luz caracoles vivos en vez de poner huevos.

### Depredación y otras amenazas
Ya que su velocidad de crecimiento y fertilidad son muy bajas, estos caracoles son especialmente vulnerables a la pérdida de individuos por los coleccionistas humanos, la depredación u otros problemas.
La amenaza más seria para la supervivencia de estos caracoles es el Euglandina rosea, un caracol introducido y carnívoro, depredación por ratas y pérdida de hábitat por la expansión de la vegetación introducida al bosque de mayor altitud.

## Especies
Hay 40 especies en el género Achatinella:
subgénero Achatinella
- † Achatinella apexfulva (Dixon, 1789)
- Achatinella cestus Newcomb, 1853
- Achatinella concavospira Pfeiffer, 1859
- Achatinella decora (Férussac, 1821) - extinta
- Achatinella leucorraphe (Gulick, 1873)
- Achatinella lorata Férussac, 1824
- Achatinella mustelina Mighels, 1845
- Achatinella swiftii Newcomb, 1853
- Achatinella turgida Newcomb, 1853
- † Achatinella valida Pfeiffer, 1855
- Achatinella vittata Reeve, 1850

subgénero Bulimella
- † Achatinella abbreviata Reeve, 1850
- Achatinella bulimoides Swainson, 1828
- Achatinella byronii (Wood, 1828)
- Achatinella decipiens Newcomb, 1854
- Achatinella fuscobasis (E. A. Smith, 1873)
- Achatinella lila Pilsbry, 1914
- Achatinella pulcherrima Swainson, 1828
- Achatinella pupukanioe Pilsbry y Cooke, 1914
- Achatinella sowerbyana Pfeiffer, 1855
- Achatinella taeniolata Pfeiffer, 1846
- Achatinella viridans Mighels, 1845
- † Achatinella elegans Newcomb, 1853

subgénero Achatinellastrum
- Achatinella bellula E. A. Smith, 1873
- † Achatinella buddii Newcomb, 1853
- † Achatinella casta Newcomb, 1853
- † Achatinella caesia Gulick, 1858
- Achatinella curta Newcomb, 1853
- † Achatinella dimorpha Gulick, 1858
- Achatinella fulgens Newcomb, 1853
- † Achatinella juddii Baldwin, 1895
- † Achatinella juncea Gulick, 1856
- † Achatinella lehuiensis E. A. Smith, 1873
- † Achatinella livida Swainson, 1828
- † Achatinella papyracea Gulick, 1856
- Achatinella phaeozona Gulick, 1856
- † Achatinella spaldingi Pilsbry y Cooke, 1914
- Achatinella stewartii (Green, 1827)
- † Achatinella thaanumi Pilsbry y Cooke, 1914
- Achatinella vulpina (Férussac, 1824)